# 61-ша паралель північної широти
61-ша паралель північної широти — лінія широти, що лежить на 61 градус північніше земної екваторіальної площини. Вона проходить через Атлантичний океан, Європу, Азію та Північну Америку.
На цій широті під час літнього сонцестояння сонце видно 19 годин 16 хвилини, а під час зимового сонцестояння — 5 годин 32 хвилини. Ця широта також приблизно відповідає мінімальній широті, на якій цивільні сутінки в день літнього сонцестояння можуть тривати всю ніч. 

## Список географічних об'єктів, що перетинає 61° пн. ш.
Починаючи з Гринвіцького меридіану та рухаючись на схід, 61-ша паралель північної широти проходить через:
| Координати                                                   | Країна, територія або море | Примітки                                                                                                  |
| ------------------------------------------------------------ | -------------------------- | --- |
| 61°0′ пн. ш. 0°0′ сх. д. / 61.000° пн. ш. 0.000° сх. д.      | Атлантичний океан          | Становить кордон між Північним та Норвезьким морями                                                       |
| 61°0′ пн. ш. 4°32′ сх. д. / 61.000° пн. ш. 4.533° сх. д.     | Норвегія                   | Вестланн — проходить через острів Індревер[nn]                                                            |
| 61°0′ пн. ш. 4°37′ сх. д. / 61.000° пн. ш. 4.617° сх. д.     | Північне море              | Страумсфьорд                                                                                              |
| 61°0′ пн. ш. 4°39′ сх. д. / 61.000° пн. ш. 4.650° сх. д.     | Норвегія                   | Вестланн — проходить через острів Ітре-Сула[nn]                                                           |
| 61°0′ пн. ш. 4°44′ сх. д. / 61.000° пн. ш. 4.733° сх. д.     | Північне море              | Протока Согнесьоен[en]                                                                                    |
| 61°0′ пн. ш. 4°56′ сх. д. / 61.000° пн. ш. 4.933° сх. д.     | Норвегія                   | Вестланн — проходить через острів Хісерьойна[en] і материк                                                |
| 61°0′ пн. ш. 5°28′ сх. д. / 61.000° пн. ш. 5.467° сх. д.     | Північне море              | Согнефьорд — проходить через Ріснефьорд                                                                   |
| 61°0′ пн. ш. 5°29′ сх. д. / 61.000° пн. ш. 5.483° сх. д.     | Норвегія                   | Вестланн                                                                                                  |
| 61°0′ пн. ш. 7°2′ сх. д. / 61.000° пн. ш. 7.033° сх. д.      | Північне море              | Согнефьорд — проходить через Аурландсфьорд[en]                                                            |
| 61°0′ пн. ш. 7°4′ сх. д. / 61.000° пн. ш. 7.067° сх. д.      | Норвегія                   | Вестланн Бускеру Іннланнет                                                                                |
| 61°0′ пн. ш. 12°14′ сх. д. / 61.000° пн. ш. 12.233° сх. д.   | Швеція                     | |
| 61°0′ пн. ш. 17°13′ сх. д. / 61.000° пн. ш. 17.217° сх. д.   | Балтійське море            | Ботнічна затока                                                                                           |
| 61°0′ пн. ш. 21°17′ сх. д. / 61.000° пн. ш. 21.283° сх. д.   | Фінляндія                  | Проходить через Гямеенлінну                                                                               |
| 61°0′ пн. ш. 28°41′ сх. д. / 61.000° пн. ш. 28.683° сх. д.   | Росія                      | Проходить через Ладозьке озеро та Онезьке озеро                                                           |
| 61°0′ пн. ш. 156°5′ сх. д. / 61.000° пн. ш. 156.083° сх. д.  | Охотське море              | Гіжигінська губа                                                                                          |
| 61°0′ пн. ш. 159°53′ сх. д. / 61.000° пн. ш. 159.883° сх. д. | Росія                      | Проходить через півострів Тайгонос                                                                        |
| 61°0′ пн. ш. 161°10′ сх. д. / 61.000° пн. ш. 161.167° сх. д. | Охотське море              | Пенжинська губа                                                                                           |
| 61°0′ пн. ш. 163°30′ сх. д. / 61.000° пн. ш. 163.500° сх. д. | Росія                      | Проходить через Камчатський півострів                                                                     |
| 61°0′ пн. ш. 172°11′ сх. д. / 61.000° пн. ш. 172.183° сх. д. | Берингове море             | |
| 61°0′ пн. ш. 165°10′ зх. д. / 61.000° пн. ш. 165.167° зх. д. | США                        | Аляска |
| 61°0′ пн. ш. 151°30′ зх. д. / 61.000° пн. ш. 151.500° зх. д. | Тихий океан                | Затока Кука                                                                                               |
| 61°0′ пн. ш. 150°31′ зх. д. / 61.000° пн. ш. 150.517° зх. д. | США                        | Аляска — проходить через Кенайський півострів                                                             |
| 61°0′ пн. ш. 150°19′ зх. д. / 61.000° пн. ш. 150.317° зх. д. | Тихий океан                | Затока Турнагейн[en]                                                                                      |
| 61°0′ пн. ш. 149°39′ зх. д. / 61.000° пн. ш. 149.650° зх. д. | США                        | Аляска — проходить південніше Анкориджа                                                                   |
| 61°0′ пн. ш. 141°0′ зх. д. / 61.000° пн. ш. 141.000° зх. д.  | Канада                     | Юкон Північно-Західні території — проходить через Велике Невільниче озеро Нунавут                         |
| 61°0′ пн. ш. 94°10′ зх. д. / 61.000° пн. ш. 94.167° зх. д.   | Гудзонова затока           | |
| 61°0′ пн. ш. 77°59′ зх. д. / 61.000° пн. ш. 77.983° зх. д.   | Канада                     | Квебек — проходить через півострів Унгава Нунавут —проходить через острів Діана[en]                       |
| 61°0′ пн. ш. 69°55′ зх. д. / 61.000° пн. ш. 69.917° зх. д.   | Гудзонова протока          | Затока Діана                                                                                              |
| 61°0′ пн. ш. 69°40′ зх. д. / 61.000° пн. ш. 69.667° зх. д.   | Канада                     | Квебек — проходить через півострів Унгава                                                                 |
| 61°0′ пн. ш. 69°28′ зх. д. / 61.000° пн. ш. 69.467° зх. д.   | Гудзонова протока          | |
| 61°0′ пн. ш. 64°43′ зх. д. / 61.000° пн. ш. 64.717° зх. д.   | Дейвісова протока          | |
| 61°0′ пн. ш. 0°24′ зх. д. / 61.000° пн. ш. 0.400° зх. д.     | Гренландія                 | |
| 61°0′ пн. ш. 0°41′ зх. д. / 61.000° пн. ш. 0.683° зх. д.     | Атлантичний океан          | Проходить північніше островів Аут-Стак[en], Макл-Флагга[en] та Анст, Шетландські острови, Велика Британія |